# Primeira Guerra de Négede-Hejaz
A Primeira Guerra Saudita-Hachemita ou disputa Al-Khurma ocorreu em 1918-1919, entre Ibn Saud, do Sultanato do Négede, e os hachemitas, do Reino de Hejaz. A guerra veio no âmbito do conflito histórico entre os hachemitas de Hejaz e os sauditas de Riade (Négede), sobre a supremacia na Arábia. Resultou na derrota das forças hachemitas e na captura de Al-Khurma pelos sauditas e seus aliados Ikhwan. Mas uma intervenção britânica impediu o colapso imediato do reino Hachemita, estabelecendo um sensível cessar-fogo que duraria até 1924.